# صرع حساس به نور
صرع حساس به نور (به انگلیسی: Photosensitive epilepsy) شکلی از صرع است که در آن محرک‌های بصری با الگوهایی خاص زمانی مانند چراغ چشمک‌زن، تصاویر بسیار روشن یا الگوهای متحرک تصویری به تشنج در فرد بیمار می‌انجامد. تقریباً از هر ۴٫۰۰۰ فرد یک نفر به این وضعیت مبتلا است که ۵٪ از افراد مبتلا به صرع را شامل می‌شود.

## علائم و نشانه‌ها
افرادی که مبتلا به صرع حساس به نور هستند، هنگام قرار گرفتن در معرض برخی محرک‌های بصری دچار تشنج‌های صرعی می‌شوند. ماهیت دقیق محرک یا محرک‌هایی که تشنج را تحریک می‌کند، از بیماری به بیمار دیگر متفاوت است، همان‌طور که نوع و شدت تشنج‌های ناشی از آن نیز می‌تواند متفاوت باشد (از تشنج‌های غیابی کوتاه تا تشنج‌های تونیک-کلونیک کامل). بسیاری از بیماران مبتلا به صرع حساس به نور قبل از وقوع تشنج احساس «اورا» یا احساسات غیرعادی دارند، و این می‌تواند به عنوان هشداری برای بیمار عمل کند تا از محرک محرک دور شود.
محرک بصری تشنج معمولاً چرخه‌ای است و یک الگوی منظم در زمان یا فضا تشکیل می‌دهد. چراغ‌های چشمک‌زن (مانند چراغ چشمک‌زن) یا تصاویر به سرعت در حال تغییر یا متناوب (مانند آنچه در کلوب‌ها، اطراف خودروهای امدادی، نزدیک پنکه‌های سقفی، در فیلم‌های اکشن یا برنامه‌های تلویزیونی، و غیره دیده می‌شود) نمونه‌هایی از الگوهای زمانی هستند که می‌توانند تشنج را تحریک کنند و این‌ها رایج‌ترین محرک‌ها هستند. الگوهای فضایی ثابت مانند خطوط و مربع‌ها نیز ممکن است تشنج را تحریک کنند، حتی اگر حرکت نکنند. در برخی موارد، محرک باید هم به‌صورت فضایی و هم‌زمانی چرخه‌ای باشد، مانند یک الگوی خاص از نوارهای در حال حرکت.
ویژگی‌های مشترکی در محرک‌های بسیاری از افراد مبتلا به صرع حساس به نور وجود دارد. این الگوها معمولاً دارای کنتراست نوری بالایی هستند (مانند فلش‌های نور روشن که با تاریکی متناوب می‌شوند یا نوارهای سفید در مقابل پس‌زمینه‌ای سیاه). کنتراست در رنگ به‌تنهایی (بدون تغییر در شدت نور) به ندرت محرک صرع حساس به نور است. برخی بیماران بیشتر تحت تأثیر الگوهایی با رنگ‌های خاص قرار می‌گیرند تا الگوهایی با رنگ‌های دیگر. فاصله دقیق یک الگو در زمان یا فضا مهم است و از فردی به فرد دیگر متفاوت است: یک بیمار ممکن است هنگام قرار گرفتن در معرض چراغ‌هایی که هفت بار در ثانیه چشمک می‌زنند به‌سرعت دچار تشنج شود، اما ممکن است با چراغ‌هایی که دو بار یا بیست بار در ثانیه چشمک می‌زنند تحت تأثیر قرار نگیرد. محرک‌هایی که کل میدان بینایی را پر می‌کنند، بیشتر احتمال دارد که باعث تشنج شوند تا محرک‌هایی که تنها در قسمتی از میدان بینایی ظاهر می‌شوند. محرک‌هایی که با هر دو چشم دیده می‌شوند معمولاً بسیار بیشتر از محرک‌هایی که فقط با یک چشم دیده می‌شوند باعث تشنج می‌شوند (به همین دلیل است که پوشاندن یک چشم ممکن است به بیماران کمک کند تا هنگام مواجهه با چالش‌های بصری از تشنج جلوگیری کنند). برخی از بیماران با چشمان بسته حساس‌تر هستند؛ برخی دیگر با چشمان باز حساس‌تر هستند.
حساسیت با مصرف الکل، کم خوابی، بیماری و سایر اشکال استرس افزایش می‌یابد.

### تلویزیون
تلویزیون به طور سنتی رایج‌ترین منبع تشنج در افراد مبتلا به صرع حساس به نور بوده است. برای افرادی که به این نوع صرع مبتلا هستند، تماشای تلویزیون در یک اتاق تاریک، از فاصله نزدیک یا هنگامی که تلویزیون به‌درستی تنظیم نشده و تصویری با چشمک‌زدن سریع نشان می‌دهد (مانند زمانی که تنظیمات افقی در تلویزیون‌های آنالوگ به‌درستی انجام نشده است) به‌ویژه خطرناک است. تلویزیون‌های دیجیتال مدرن که نمی‌توانند به این شکل نامناسب تنظیم شوند و تصویر را با سرعت بسیار بالا تازه‌سازی می‌کنند، نسبت به تلویزیون‌های قدیمی آنالوگ خطر کمتری دارند.
برخی از افراد مبتلا به صرع حساس به نور، به‌ویژه کودکان، ممکن است به طور غیرقابل‌کنترلی به تصاویر تلویزیونی که تشنج را تحریک می‌کنند جذب شوند، تا جایی که ممکن است لازم باشد به‌طور فیزیکی آن‌ها را از تلویزیون دور نگه داشت. برخی افراد (به‌ویژه افرادی که دارای ناتوانی‌های شناختی هستند، هرچند اکثر افراد مبتلا به صرع حساب به نور چنین ناتوانی‌هایی ندارند) با تکان دادن انگشتان خود در مقابل چشمان‌شان در برابر نور شدید یا با روش‌های دیگر به‌طور خودآگاه تشنج ایجاد می‌کنند.
پخش‌کنندگان تلویزیونی در بریتانیا ملزم هستند که تمام محتوای تصویری خود را از آزمایش خودکار صرع حساس به نور و کنترل کیفیت عبور دهند. قبلاً از تست Harding FPA برای ارزیابی محتوا استفاده می‌شد، اما این تست جای خود را به نرم‌افزارهایی مانند BATON یا Vidchecker داده است. Ofcom به‌طور منظم تعریف خود از توالی‌های فلشینگ را به‌روزرسانی می‌کند. این یک استاندارد عینی برای ارزیابی پتانسیل تحریک تشنج در افراد حساس است. این تست در حال حاضر به‌طور بین‌المللی الزامی نیست. یک سیستم کنترل کیفیت خودکار فایل مانند BATON الگوریتم‌هایی برای تشخیص سطح صرع حساس به نور بر اساس محدودیت‌های توصیف‌شده در دستورالعمل‌های ITU-R BT.1702، Ofcom و NAB-J پیاده‌سازی می‌کند. نسخه‌های اخیر BATON از Ofcom, NAB-J، ITU-T BT.1702 (2005) و ITU-R BT.1702 (2018) پشتیبانی می‌کنند و برنامه‌هایی برای پشتیبانی از ITU BT.1702-2 (10/2019) نیز در انتشار بعدی وجود دارد.

### نور فلورسنت
در صورت عملکرد صحیح، نورپردازی فلورسنت با برق شهری دارای نرخ چشمک‌زنی به اندازه کافی بالا (دو برابر فرکانس برق شهری، معمولاً ۱۰۰ هرتز یا ۱۲۰ هرتز) است تا بروز مشکلات را کاهش دهد. با این حال، یک لامپ فلورسنت معیوب ممکن است با نرخ بسیار پایین‌تری چشمک بزند و باعث تحریک تشنج شود. [نیازمند استناد پزشکی] لامپ‌های فلورسنت کامپکت جدیدتر با بازده بالا (CFL) که دارای مدارهای چک الکتریکی هستند، در فرکانس‌های بسیار بالاتری (۱۰–۲۰ کیلوهرتز) کار می‌کنند که به طور معمول توسط چشم انسان قابل مشاهده نیست، هرچند چراغ‌های معیوب هنوز می‌توانند مشکلاتی ایجاد کنند.

## تشخیص
تشخیص ممکن است با توجه به همبستگی بین قرار گرفتن در معرض محرک‌های بصری خاص و فعالیت تشنج انجام شود. تحقیقات دقیق‌تر می‌تواند با ترکیب EEG و دستگاه تولید تحریک نوری متناوب (IPS) انجام شود. دستگاه IPS انواع خاصی از محرک‌ها را تولید می‌کند که می‌توان آنها را با دقت کنترل و تنظیم کرد. پزشک تنظیمات دستگاه IPS را انجام می‌دهد و به دنبال ناهنجاری‌های مشخص در EEG، مانند پاسخ فوتوپاروکسیسمال (PPR) که با صرع حساس به نور سازگار است و/یا ممکن است نشان‌دهنده شروع فعالیت تشنجی باشد، می‌گردد. آزمایش قبل از وقوع تشنج متوقف می‌شود.
گاهی اوقات، نشانه‌های تشخیصی سازگار با صرع حساس به نور از طریق آزمایش تحریک‌آمیز با IPS قابل یافتن هستند، اما ممکن است در شرایط واقعی هیچ تشنجی رخ ندهد. بسیاری از افراد با تحریک به اندازه کافی شدید، ناهنجاری‌های مشابه صرع حساس به نور در فعالیت مغزی نشان می‌دهند، اما هرگز تشنج را تجربه نمی‌کنند و به عنوان مبتلا به صرع حساس به نور در نظر گرفته نمی‌شوند.

## درمان و پیش‌آگهی
هیچ درمان قطعی برای صرع حساس به نور وجود ندارد، اگرچه حساسیت برخی افراد ممکن است با گذشت زمان کاهش یابد. درمان‌های پزشکی برای کاهش حساسیت موجود است و سدیم والپروات به طور معمول تجویز می‌شود. بیماران همچنین می‌توانند یاد بگیرند که از موقعیت‌هایی که ممکن است در آن‌ها در معرض محرک‌های تشنج‌زا قرار بگیرند، اجتناب کنند یا در صورت قرار گرفتن ناگزیر، اقداماتی مانند پوشاندن یک چشم برای کاهش حساسیت خود انجام دهند. این اقدامات می‌تواند خطر تشنج را برای بسیاری از بیماران صرع حساس به نور تقریباً به صفر برساند.

## همه‌گیرشناسی
صرع حساس به نور تقریباً یک نفر از هر ۴٫۰۰۰ نفر یا ۵٪ از افراد مبتلا به صرع را تحت تأثیر قرار می‌دهد. در زنان و افراد جوان تر شایع‌تر است.

## جامعه و فرهنگ

### قانون
قانونی مبنی بر نمایش هشدارهای صرع حساس به نور بر روی بسته‌ها و فروشگاه‌ها توسط ایالت نیویورک پیشنهاد شد.

### بازی‌ها
اولین مورد از تشنج‌های اپیله‌تیفرم مرتبط با یک بازی ویدئویی در سال ۱۹۸۱ گزارش شد. از آن زمان، «بسیاری از موارد تشنج ناشی از بازی‌های ویدئویی گزارش شده است، نه تنها در کودکان و نوجوانان حساس به نور، بلکه در کودکان و نوجوانان غیرحساس به نور مبتلا به صرع… اقدامات پیشگیرانه خاصی در مورد ویژگی‌های فیزیکی تصاویر موجود در بازی‌های ویدئویی تجاری (نرخ چشمک زدن، انتخاب رنگ‌ها، الگوها و کنتراست) می‌تواند در آینده به کاهش قابل توجه این مشکل منجر شود.» خطرات می‌توانند از طریق اقداماتی مانند حفظ فاصله ایمن از صفحه (حداقل ۲ متر) کاهش یابند.
در حالی که نمایشگرهای کامپیوتری به طور کلی خطر بسیار کمی برای ایجاد تشنج در بیماران مبتلا به صرع حساس به نور دارند (خطر بسیار کمتری نسبت به تلویزیون‌ها)، بازی‌های ویدئویی با تصاویر سریعاً در حال تغییر یا الگوهای بسیار منظم می‌توانند باعث تشنج شوند، و با افزایش محبوبیت بازی‌های ویدئویی به عنوان محرک‌های تشنج، اهمیت آن‌ها افزایش یافته است. برخی از افراد بدون سابقه قبلی صرع حساس به نور ممکن است برای اولین بار در حین بازی یک ویدئوگیم دچار تشنج شوند. اغلب، حساسیت بسیار خاص است، به طوری که ممکن است یک صحنه خاص در یک بازی خاص باعث تشنج شود و نه هیچ صحنه دیگری. با وجود این، سؤالاتی در مورد خطرات این موضوع وجود دارد و درخواست‌هایی برای آزمایش تمام بازی‌های ویدئویی به منظور ایجاد صرع حساس به نور مطرح شده است.

### طراحی وب
همانند بازی‌های ویدئویی، تصاویر سریعاً در حال تغییر یا الگوهای بسیار منظم مانند تبلیغات بنری چشمک‌زن یا فونت‌های نامنظم می‌توانند در افرادی که مبتلا به صرع حساس به نور هستند، باعث تشنج شوند. دو مجموعه راهنما وجود دارد که به طراحان وب کمک می‌کند تا محتوایی تولید کنند که برای افراد مبتلا به صرع حساس به نور ایمن باشد:
- کنسرسیوم جهانی وب - دستورالعمل‌های دسترسی به محتوای وب (WCAG) نسخه ۲٫۰، که در سال ۲۰۰۸ تولید شده است، مشخص می‌کند که محتوا نباید بیش از سه بار در هر دوره یک ثانیه چشمک بزند. با این حال، این دستورالعمل اجازه می‌دهد که چشمک زدن بالاتر از این نرخ در صورتی که زیر «آستانه‌های عمومی و چشمک زدن قرمز» باشد، مجاز است، به این معنی که اگر اثر کوچک یا با کنتراست پایین باشد، قابل قبول است.
- در ایالات متحده آمریکا، وب‌سایت‌های ارائه‌شده توسط آژانس‌های فدرال تحت بخش ۵۰۸ قانون بازتوانی قرار دارند. این قانون می‌گوید که صفحات باید به گونه‌ای طراحی شوند که از ایجاد چشمک زدن صفحه با فرکانس بیشتر از ۲ هرتز و کمتر از ۵۵ هرتز جلوگیری شود.

## حوادث عمومی
صرع حساس به نور دوباره در دسامبر ۱۹۹۷ به توجه عمومی جلب شد زمانی که قسمت "دننو سنشی پوریگون" ("سرباز سایبری پوریگون") انیمه پوکمون در ژاپن پخش شد، که یک توالی از تصاویر چشمک‌زن را نشان داد که به طور همزمان در صدها بیننده حساس تشنج ایجاد کرد (اگرچه ۱۲٬۰۰۰ کودک علائمی گزارش کردند که ممکن است به هیستری جمعی نسبت داده شود).
در مارس ۱۹۹۷، بیست و پنجمین قسمت از یک سریال انیمه به نام YAT Anshin! Uchū Ryokō باعث یک حادثه مشابه شد، زمانی که چهار کودک گزارش شده پس از دیدن صحنه‌ای با رنگ‌های چشمک‌زن قرمز و سفید توسط آمبولانس‌ها به بیمارستان‌ها منتقل شدند.
در مارس ۲۰۰۸، گروه هکرهای آنونیموس ادعا کرد که پشت حمله‌ای به یک فروم برای افراد مبتلا به صرع هستند. هکرهای آنونیموس به نوبه خود کلیسای ساینتولوژی را به خاطر این حملات سرزنش کردند و گفتند که این حملات به منظور لطمه زدن به تصویر آنونیموس جعل شده‌اند. این حملات ابتدا شامل تصاویر GIF بود که با سرعت بالا چشمک می‌زدند و در موضوعات بحث با عناوین بی‌خطر پنهان شده بودند. حملات بعدی مرورگرهای وب را به صفحه‌ای با «تصویری پیچیده‌تر طراحی شده برای ایجاد حملات صرع در افراد مبتلا به صرع حساس به نور و الگو» هدایت می‌کرد. وب‌سایت فناوری وایرد این را «احتمالاً اولین حمله رایانه‌ای که آسیب جسمی به قربانیان وارد می‌کند» دانست.
یک بخش انیمیشنی از فیلمی که به ترویج المپیک تابستانی ۲۰۱۲ پرداخته بود، به عنوان عاملی برای ایجاد حملات صرع در افراد مبتلا به صرع حساس به نور معرفی شد. خیریه «عمل صرع» تماس‌های تلفنی از افرادی دریافت کرد که بعد از تماشای این فیلم در تلویزیون و آنلاین دچار حمله صرع شده بودند. در پاسخ، کمیته المپیک لندن ۲۰۱۲ بخش مشکل‌دار را از وب‌سایت خود حذف کرد.
در دسامبر ۲۰۱۶، کورت آیشنوالد، خبرنگار نیوزویک که مبتلا به صرع است، گزارش شده است که بعد از اینکه یک تروئل اینترنتی به‌طور عمدی یک گیف چشمک‌زن را از طریق توییتر برای او ارسال کرد، دچار حمله صرع شد. سه ماه بعد، کاربری که این گیف را ارسال کرده بود، دستگیر و به جرم مزاحمت سایبری متهم شد.
فیلم انیمیشن شگفت‌انگیزان ۲ که در سال ۲۰۱۸ توسط پیکسار ساخته شد، شامل صحنه‌هایی با چراغ‌های چشمک‌زن است که از حدود یک ساعت بعد از شروع فیلم آغاز می‌شود، جایی که یک شرور به نام «اسکرین‌اسلاور» (Screenslaver) سایر شخصیت‌ها را هیپنوتیزم می‌کند. پس از ابراز نگرانی‌ها دربارهٔ احتمال ایجاد حملات صرع به دلیل این صحنه، سینماها برای تماشاگران مبتلا به این وضعیت هشدارهایی را منتشر کردند.
بازی ویدئویی سایبرپانک ۲۰۷۷ که در دسامبر ۲۰۲۰ منتشر شد، شامل یک صحنه «رقص مغزی» (braindance) با چراغ‌های چشمک‌زن قرمز و سفید است که گزارش شده است شبیه الگوهای تولید شده توسط دستگاه‌های پزشکی است که به طور عمدی برای تحریک حملات صرع استفاده می‌شوند. لیانا روپرت، خبرنگار بازی‌اینفورمر که به صرع حساسیت نوری مبتلا است، در حین بررسی بازی چند روز قبل از انتشار آن دچار حمله صرع بزرگ شد. پس از انتقاد گروه‌های حامی صرع مبنی بر اینکه هشدارهای بازی ناکافی است، CD Projekt Red اعلام کرد که در حال کار بر روی یک اصلاح است و سپس اثر را طوری پچ کرد که احتمال تحریک حملات صرع کمتر شود.

## برای مطالعهٔ بیشتر
- Bureau, M; Hirsch, E; Vigevano, F (2004). "Epilepsy and videogames". Epilepsia. 45 Suppl 1: 24–6. doi:10.1111/j.0013-9580.2004.451003.x. PMID 14706041..